# محمد صلاح الدين (مغربي)
محمد صلاح الدين (1946 - 1992)، هو سياسي وكاتب ووباحث مغربي وأستاذ الاقتصاد وعلم الاجتماع بجامعة فاس في فترة الثمانينات من القرن العشرين، يعتبر أيضا أحد مؤسسي الحركة اليسارية المغربية، حيث نال حقه من سنوات الرصاص. أحد مؤسسي منظمة 23 مارس ومنظمة العمل الديمقراطي الشعبي، ومن مؤسسي جريدة أنوال. وكان منفيا من المغرب.
شغل أستاذ الاقتصاد وعلم الاجتماع ظهار المهراز بكلية الحقوق والعلوم الاقتصادية بفاس. درس بها تاريخ الافكار الاجتماعية، وتتلمذ على يده مئات الطلبة وهم اليوم يتقلدون مسؤوليات عليا في الدولة.

## وفاته
توفي في حادثة سير مروعة سنة 1992.

## من مؤلفاته
- كتاب: «مغرب القبائل، المعمرون والمخزن».
- كتاب: «المهن الصغيرة».
- كتاب: «الثورة الصامتة».
- كتاب: «Maroc: tibus, makhzen et colons»

ناهيك عن العديد من الأبحاث والمقالات حول «الاقتصاد الغير المهيكل» و«القروض الصغرى» والتنمية والثقافة.